# Aldesulfone sodium
Aldesulfone sodium (hoặc sulfoxone) là một loại kháng sinh được sử dụng trong điều trị bệnh phong.
Aldesulfone sodium được giới thiệu ở Nhật Bản vào năm 1948.